# مین غربی
مین غربی (به انگلیسی: West Meon) یک روستا و محله مدنی در بریتانیا است که در وینچستر واقع شده‌است. مین غربی ۷۲۴ نفر جمعیت دارد.